# Лист Віктора Януковича
ПРЕЗИДЕНТА УКРАЇНИ
Як законно обраний президент України заявляю.
Події на Майдані, незаконне захоплення влади в Києві, призвели до того, що Україна опинилась на порозі громадянської війни. У країні панують хаос і анархія, життя, безпека та права людей, особливо на Південно-Сході та в Криму, — під загрозою. Під впливом західних країн здійснюється відкритий терор та насилля, люди переслідуються за політичними та мовними ознаками.
У зв'язку з цим звертаюсь до Президента Росії В.В. Путіна з проханням використати Збройні Сили Російської Федерації для відновлення законності, миру, правопорядку, стабільності та захисту населення України.
«Лист Януковича» або «Заява Президента України» — неофіційна назва звернення визнаного ВРУ самоусуненим і фактично відстороненого від влади президента України Віктора Януковича до російського керівника Володимира Путіна з проханням про використання Збройних сил Російської Федерації «для відновлення законності, миру, правопорядку, стабільності і захисту населення України». Лист, який датований 1 березня 2014 року, використовувався Генеральною прокуратурою України у суді як доказ вчинення державної зради колишнім президентом. 

## Контекст
21 листопада 2013 року український уряд призупинив підготовку угоди про асоціацію з Європейським союзом. Даний крок призвів до гострої суспільно-політичної кризи, яка розпочалася з масштабної акції протестів у центрі Києва, а також в інших містах України. На хвилі акцій демонстрантів наприкінці січня — початку лютого 2014 року в ході переговорів між президентом України Віктором Януковичем та лідерами парламентської опозиції був досягнутий певний компроміс: тодішній президент відправив у відставку кабінет Миколи Азарова, погодився піти на формування коаліційного уряду, були звільнені всі раніше затримані учасники протестів.
18 лютого відбулося різке загострення ситуації, що вилилося протягом наступних днів у масове кровопролиття. У Києві поновилися запеклі зіткнення прихильників Євромайдану з міліцією, що призвело до загибелі більше ста чоловік, зокрема внаслідок дій невстановлених снайперів, приналежність яких наразі є предметом розслідування. 21 лютого за участі західних посередників Янукович погодився підписати з представниками опозиції угоду про врегулювання політичної кризи. Увечері того ж дня президент покинув резиденцію в Межигір'ї, перебравшись спершу в Харків, а потім до Донецька. Близько 17 години 22 лютого український парламент прийняв постанову № 757-VII, якою встановив, що «президент України В. Янукович у неконституційний спосіб самоусунувся від здійснення конституційних повноважень та є таким, що не виконує свої обов'язки», а також призначив дострокові президентські вибори на 25 травня 2014 року. За прийняття постанови проголосувало 328 депутатів.
Верховна Рада відновила чинність Конституції 2004 року і поклала виконання обов'язків президента на спікера Олександра Турчинова. В ніч з 22 на 23 лютого російські спецслужби доставили Януковича та вірне йому оточення на територію Криму, а незабаром після цього їх таємно перевезли до РФ. Перемога Революції гідності та утворення нового уряду знайшли підтримку з боку країн Заходу, в той час як Росія охарактеризувала зміну влади як державний переворот. Сам Янукович відмовився визнати своє відсторонення і продовжив вважати себе легітимним главою держави. Після початку операції по захопленню Криму Росією, стало зрозумілим, що вона використає у своєму сценарії і колишнього президента-втікача, що й було зроблено.

## Історія

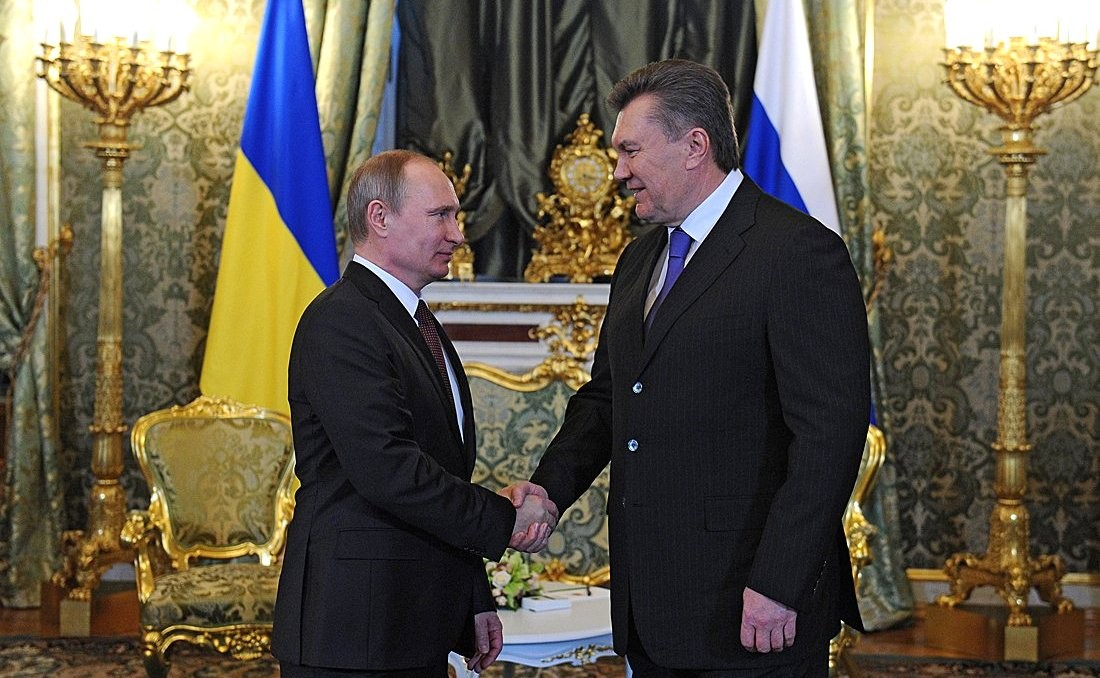
Янукович і Путін, 17 грудня 2013 року

«Заява Президента України» складена у 2 примірниках (українською та російською мовою), датується 1 березням і скріплена власноручним підписом Віктора Януковича. За його твердженнями, звернення було написане в Ростові-на-Дону у першій половині дня. Вперше про його існування оголосили того ж 1 березня на позачерговому 347-му засіданні Ради Федерації РФ. Голова комітету з конституційного законодавства Андрій Клішас повідомив сенаторам, що до верхньої палати за годину до зібрання «надійшло звернення президента України Віктора Януковича». За словами Клішаса, колишній президент засудив «спроби тих, хто захопив владу у Києві, силоміць встановити свої порядки в Криму» та підтримав «всебічну допомогу та захист мешканців» даного регіону. В той же день Володимир Путін звернувся до верхньої палати російського парламенту про надання згоди на використання Збройних Сил РФ на території України, після чого члени Ради Федерації одностайно задовольнили прохання. За твердженням того ж таки Клішаса, листа Януковича виявилось «достатньо, щоб нам підтримати звернення, яке направив президент РФ».
3 березня 2014 року постійний представник Росії при ООН Віталій Чуркін під час 7125-го засідання Ради безпеки організації заявив, що уповноважений повідомити про отримання президентом Росії звернення Віктора Януковича, після чого зачитав присутнім даний лист з проханням використати російські збройні сили для «відновлення законності, миру, правопорядку, стабільності та захисту населення України», а також продемонстрував присутнім делегаціям фотокопію оригінала. Того ж 3 березня делегація Росії надала цій заяві статус офіційного документа, зареєструвавши її відповідно до процедур документообігу в ООН під номером S/2014/146. Тодішній представник Франції при ООН Жерар Аро, відповідаючи на питання журналістів, зазначив, що згаданий лист — це тільки аркуш паперу, на якому стоїть підпис президента-втікача. На питання про те, чи є звернення справжнім, дипломат відповів: «документ не фальшивий — фальшивий президент». Постійний представник України при ООН Юрій Сергеєв також оскаржив законність прохання Януковича, оскільки відповідно до Конституції України винятковим правом приймати рішення щодо допуску на українську територію підрозділів збройних сил інших держав має тільки Верховна Рада.
4 березня в бесіді з російськими журналістами Володимир Путін заявив, що «у нас є пряме звернення чинного і легітимного […] президента України Януковича про використання Збройних сил для захисту життя, свободи і здоров'я громадян України». Надалі в ході інтерв'ю Путін вдруге наголосив про наявність вказаного листа: «якщо люди попросять нас про допомогу, а офіційне звернення чинного легітимного президента у нас вже є, то ми залишаємо за собою право використовувати всі наявні у нас засоби для захисту цих громадян». Таким чином, саме лист Януковича послугував виправданням і легітимацією анексії Криму Росією.

### Питання легітимності
Доктор права Крістіан Марксен, старший науковий співробітник Інституту закордонного публічного права і міжнародного права імені Макса Планка, характеризуючи події російської окупації Криму і роль листа, прийшов до висновку, що дії російських військ в Криму не можуть бути виправдані зверненням Віктора Януковича. Науковець навів наступні аргументи:
- Янукович покинув країну і повністю втратив ефективний контроль над ситуацією, позбувся підтримки збройних сил та поліції. Нічого не вказувало на тимчасовий характер його вигнання. Таким чином, виходячи із критерію ефективного контролю, Янукович не мав права звертатися з проханням про введення іноземних військ.[a]
- Янукович втратив легітимність як президент. Хоч і будучи формально законно обраним главою держави, революційна ситуація de facto анулювала підсумки офіційних виборів, а тому в умовах внутрішньодержавного конфлікту слід покладатися більше на результат одноголосного голосування 328 членів Верховної Ради. Відповідно, немає ніяких доказів того, що сам Янукович мав вагоміші підстави заявляти свої претензії, ніж перехідний уряд Майдану.[b]
- Втручання Росії було спрямоване не на відновлення влади Януковича і розпуск перехідних органів управління, а на підготовку анексії частини території України.[c]

## Розслідування в Україні

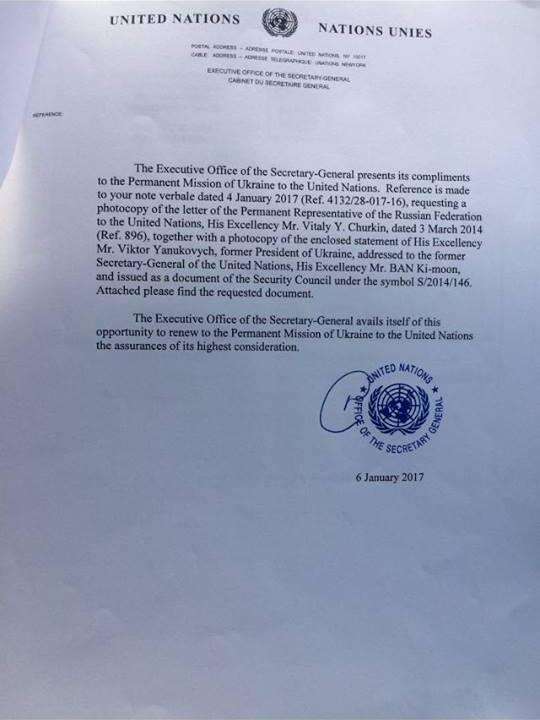
Лист адміністративної канцелярії Генерального секретаря

17 січня 2017 року генеральний прокурор України Юрій Луценко заявив про отримання головною військовою прокуратурою на запит до секретаріату ООН завіреної фотокопії листа Віктора Януковича. У відомстві розглядають даний документ як незаперечне підтвердження державної зради колишнього президента. Через день в українських ЗМІ були опубліковані фотокопії листа Януковича, а також листи Віталія Чуркіна, який запевняє у справжності документа. 15 лютого Луценко повідомив, що колишній депутат Державної думи від КПРФ Денис Вороненков, який емігрував в Україну, під час надання свідчень у рамках справи Януковича повідомив, що президент України направив два листи з проханням про введення військ — «одне президенту РФ Володимиру Путіну, друге — російській Державній думі».
20 лютого за день до своєї 65 річниці Віталій Чуркін раптово помер в Нью-Йорку. Ймовірною причиною його смерті називали серцевий напад. Через два дні після цього, 22 лютого, Віктор Янукович заявив на прес-конференції, що направляв Путіну не лист, а заяву, зазначивши при цьому, що «не просив вводити війська в Україну. Це не так».
7 березня виконувач обов'язків начальника Головного управління міжнародно-правового співробітництва Генеральної прокуратури Росії Денис Груніс у відповіді на запит начальника Управління міжнародно-правового співробітництва та європейської інтеграції Генеральної прокуратури України Євгена Пікалова повідомив, що ні в адміністрацію президента РФ, ні в Раду Федерації Федеральних Зборів «жодна заява Януковича В. Ф. з проханням використати Збройні сили Російської Федерації на території України не надходила і цими державними органами не розглядалася». Російське відомство зазначило, що «будь-які заяви Януковича не були підставою для звернення Путіна до Ради Федерації про надання згоди на використання ЗС РФ на території України».
16 березня прес-секретар президента РФ Дмитро Пєсков повідомив, що «ніякого листа офіційно в адміністрацію президента не надходило» і «ніякого подібного документа в адміністрації президента не реєструвалося». Пояснити факт демонстрації документа на засіданні Радбезу ООН Пєсков не зміг: «цього я не знаю. Я можу тільки констатувати ситуацію де-факто і де-юре, тобто те, що я вже сказав». Твердження Пєскова суперечить не тільки заявами покійного Віталія Чуркіна, але й словами самого Володимира Путіна. Журналісти ЗМІ звинуватили російську владу у неприхованій брехні та пропаганді.
17 березня офіційний представник Міністерства закордонних справ Росії Марія Захарова в коментарі радіостанції «Говорить Москва» зазначила, що офіційного звернення Януковича до Путіна не було, оскільки «це не лист», а «заява Януковича», і «Чуркін був уповноважений її процитувати в Раді безпеки ООН, про що відкрито заявив. Також заява була поширена як документ РБ — це звичайна практика доведення до членів Ради актуальних матеріалів». Згодом Захарова написала на своїй сторінці в соцмережі Facebook, що «заява була підписана президентом України, зачитана в РБ ООН як вельми показова інформація про ситуацію в Україні, але ніяких рішень по ньому в АП або в Радфеді Росії не приймалося». За її словами, навколо заяви Януковича розпочали придумувати «історію», наголосивши, що «чорна дезінформація знову розцвіла своїми отруйними квітами в світовому медіа-просторі». У ЗМІ, які відстежують цю ситуацію, висловлювалися припущення, що суперечливі висловлювання російських офіційних осіб мають на меті допомогти Віктору Януковичу уникнути відповідальності у кримінальній справі про державну зраду, заведеній на нього в Україні.
23 березня Дениса Вороненкова вбили в центрі Києва. Генеральний прокурор Юрій Луценко назвав його вбивство «звичайною для Кремля показовою стратою свідка», а президент України Петро Порошенко сказав, що він «був одним з головних свідків російської агресії проти України і зокрема ролі Януковича щодо введення до України російських військ».
4 травня 2017 року в інтерв'ю агентству ТАРС сенатор Андрій Клішас спростував слова, сказані ним же 1 березня 2014. Він заявив, що «жодних звернень Януковича про введення військ РФ в Україну чи [звернень] іншого змісту в Раду Федерації не надходило, до складу документів порядку денного не вносилося, між членами Ради Федерації не поширювалося і предметом розгляду […] не було». У травні-червні того ж року головний військовий прокурор України Анатолій Матіос в інтерв'ю українським ЗМІ повідомив, що в рамках справи Януковича співробітники військової прокуратури «отримали завірені офіційними печатками ООН, місії України при ООН документи, які надавав пан Чуркін від імені РФ».
28 вересня було опубліковано рішення лінгвістичної експертизи, яка прийшла до висновку, що у листі до президента Росії немає закликів до порушення територіальної цілісності і повалення конституційного ладу. Водночас експерти зазначили, що в контексті ситуації висловлювання Януковича і його звернення могли бути використані для проведення дій, що порушують суверенітет і недоторканність кордонів України. 11 грудня 2017 року колишній прем'єр-міністр Арсеній Яценюк, даючи свідчення на слуханнях в Оболонському районному суді Києва, повідомив, що «Заява президента України» мала на меті легітимувати вторгнення на територію України та ввести в оману міжнародну спільноту.
|                 |      |      |      |             |
| Звернення: с. 1 | с. 2 | с. 3 | с. 4 | Заява, с. 5 |

2 березня 2018 року на прес-конференції ТАРС в Москві Янукович разом зі своїм адвокатом Віталієм Сердюком оприлюднив і представив журналістам оригінал звернення на адресу президента Росії на п'яти аркушах машинописного тексту, зокрема і окремий додаток до нього у вигляді «заяви». Незважаючи на те, що текст заяви повністю збігається із листом, що зачитав Віталій Чуркін, зокрема у частині прохання «застосувати збройні сили Російської Федерації», Янукович заявив, що просив Путіна не про введення військ, а про проведення консультацій щодо запровадження «поліцейської миротворчої місії».